# ウィルフリード・ザウアーラント
ウィルフリード・ザウアーラント (Wilfried Sauerland、1940年2月28日- ) は、ドイツの元ボクシングプロモーター兼ボクシングマネージャー。ボクシングプロモーション会社ザウアーラント・イベントの創業者で元会長。長男のカッレ・ザウアーラントは元ザウアーラント・イベント社長で現在はWorld Boxing Super Seriesの主催者であるワッサーマン・ボクシングの社長、次男のニッセ・ザウアーラントは元ザウアーラント・イベントの北欧部門責任者で現在はワッサーマン・ボクシングの副社長である。

## 来歴
ドイツのヴッパータールで大工の息子として生まれ、南アフリカに移住。職を転々とし、ザンビアの有力者の支援を受けて1978年9月30日にルサカでプロモーターとしてイベントを開催し成功を収める。
2010年に国際ボクシング名誉の殿堂博物館の殿堂入りを果たした。
2020年9月26日、ミュンヘンのプラザメディア・ブロードキャスティング・センターにて無観客でWorld Boxing Super Seriesクルーザー級第2シーズン決勝戦マイリス・ブリエディスVSユニエル・ドルティコスを開催。この興行がザウアーラント・イベント最後の興行となった。
2021年3月、ザウアーラント・イベントがワッサーマン・メディア・グループに買収され、ワッサーマン・メディア・グループはボクシング部門のワッサーマン・ボクシングを設立した。